# Mi piace quello che è vero
Mi piace quello che è vero è un singolo della band rock italiana Tre  Allegri Ragazzi Morti, pubblicato il 12 aprile 2024 da La Tempesta Dischi come terzo estratto dal album Garage Pordenone, pubblicato lo stesso giorno.

## Tracce
1. Mi piace quello che è vero – 3:26 (testo: Davide Toffolo – musica: Alex Ingram)

## Formazione
- Davide Toffolo - voce, chitarra
- Enrico Molteni - basso, cori
- Luca Masseroni - batteria, cori